# Shahrestān di Jajarm
Lo shahrestān di Jajarm o Jajrom (farsi شهرستان جاجرم) è uno degli 8 shahrestān del Khorasan settentrionale, il capoluogo è Jajrom. Lo shahrestān è suddiviso in 3 circoscrizioni (bakhsh): 
- Centrale (بخش مرکزی), con le città di Jajrom e Daraq.
- Jagheh Sankhvast (بخش جلگه سنخواست)
- Jagheh Shoghan (بخش جلگه شوقان)